# Championnat d'Uruguay de football 1982
Navigation
Saison précédente Saison suivante
La saison 1982 du Championnat d'Uruguay de football est la quatr-vingtième édition du championnat de première division en Uruguay. Les quatorze meilleurs clubs du pays sont regroupés au sein d'une poule unique, la Primera División, où ils s'affrontent deux fois au cours de la saison, à domicile et à l'extérieur. En fin de saison, le dernier d’un classement cumulé des deux dernières saisons est relégué en deuxième division.
C'est le Club Atlético Peñarol, tenant du titre, qui est à nouveau sacré champion d'Uruguay cette saison après avoir terminé en tête du classement final, avec cinq points d’avance sur le Club Nacional de Football et le Defensor Sporting Club. C'est le 36e titre de champion d'Uruguay de l’histoire du club qui remporte également la Copa Libertadores.

## Qualifications continentales
Les deux premiers de la Liguilla pré-Libertadores obtiennent leur billet pour la prochaine Copa Libertadores.

## Les clubs participants
| - CA Peñarol - Defensor Sporting Club - Club Nacional de Football - Club Atlético Bella Vista - Huracán Buceo - Club Atlético Progreso - Liverpool FC | - Club Sportivo Miramar Misiones - Danubio FC - CA Cerro - Rampla Juniors - CA River Plate - Montevideo Wanderers - Institución Atlética Sud América |

## Compétition

### Classement
Le barème utilisé pour établir le classement est le suivant :
- Victoire : 2 points
- Match nul : 1 point
- Défaite : 0 point

| Rang | Équipe                           | Pts | J  | G  | N  | P  | Bp | Bc | Diff |
| ---- | -------------------------------- | --- | -- | -- | -- | -- | -- | -- | ---- |
| 1    | Club Atlético PeñarolTCL         | 39  | 26 | 15 | 9  | 2  | 47 | 22 | +25  |
| 2    | Club Nacional de Football        | 34  | 26 | 14 | 6  | 6  | 44 | 24 | +20  |
| 3    | Defensor Sporting Club           | 34  | 26 | 13 | 8  | 5  | 49 | 35 | +14  |
| 4    | Club Atlético Bella Vista        | 29  | 26 | 9  | 11 | 6  | 35 | 26 | +9   |
| 5    | Montevideo Wanderers             | 28  | 26 | 8  | 12 | 6  | 31 | 30 | +1   |
| 6    | Institución Atlética Sud América | 27  | 26 | 9  | 9  | 8  | 29 | 29 | 0    |
| 7    | Danubio Fútbol Club              | 26  | 26 | 7  | 12 | 7  | 31 | 29 | +2   |
| 8    | Club Atlético Progreso           | 24  | 26 | 9  | 6  | 11 | 27 | 29 | -2   |
| 9    | Rampla Juniors Fútbol Club       | 24  | 26 | 8  | 8  | 10 | 35 | 43 | -8   |
| 10   | Club Atlético Cerro              | 22  | 26 | 6  | 10 | 10 | 25 | 31 | -6   |
| 11   | Liverpool Fútbol Club            | 22  | 26 | 7  | 8  | 11 | 16 | 24 | -8   |
| 12   | Miramar Misiones                 | 20  | 26 | 6  | 8  | 12 | 29 | 40 | -11  |
| 13   | CA River Plate                   | 19  | 26 | 6  | 7  | 13 | 35 | 52 | -17  |
| 14   | Huracán Buceo                    | 16  | 26 | 5  | 6  | 15 | 21 | 40 | -19  |

|  | Qualification pour la Copa Libertadores 1983                    |
|  | Qualification pour la Liguilla pré-Libertadores                 |
|  | Relégation directe en deuxième division                         |
|  | CL : Vainqueur de la Copa Libertadores 1982 T : Tenant du titre |

- Liverpool Fútbol Club est relégué car c'est le club le moins performant lors des deux dernières saisons.

### Liguilla pré-Libertadores
Les clubs ayant terminé entre la 2e et la 7e place du classement s'affrontent une nouvelle fois pour déterminer les deux clubs qualifiés pour la Copa Libertadores 1983.
| Rang | Équipe                           | Pts | J | G | N | P | Bp | Bc | Diff |  | Résultats (▼ dom., ► ext.)       | Nac | Wan | BVi | Def | SAm | Danl |
| ---- | -------------------------------- | --- | - | - | - | - | -- | -- | ---- |  | -------------------------------- | --- | --- | --- | --- | --- | ---- |
| 1    | Club Nacional de Football        | 8   | 5 | 4 | 0 | 1 | 7  | 2  | +5   |  | Club Nacional de Football        |     | 1-0 | 1-0 | 2-1 | 3-0 | 0-1  |
| 2    | Montevideo Wanderers             | 6   | 5 | 2 | 2 | 1 | 8  | 5  | +3   |  | Montevideo Wanderers             |     |     | 1-1 | 1-1 | 4-2 | 2-0  |
| 3    | Club Atlético Bella Vista        | 5   | 5 | 1 | 3 | 1 | 5  | 4  | +1   |  | Club Atlético Bella Vista        |     |     |     | 2-0 | 2-2 | 0-0  |
| 4    | Defensor Sporting Club           | 4   | 5 | 1 | 2 | 2 | 3  | 5  | -2   |  | Defensor Sporting Club           |     |     |     |     | 0-0 | 1-0  |
| 5    | Institución Atlética Sud América | 4   | 5 | 1 | 2 | 2 | 6  | 9  | -3   |  | Institución Atlética Sud América |     |     |     |     |     | 2-0  |
| 6    | Danubio Fútbol Club              | 3   | 5 | 1 | 1 | 3 | 1  | 5  | -4   |  | Danubio Fútbol Club              |     |     |     |     |     |      |

## Bilan de la saison
| Championnat d'Uruguay de football 1982 |                                         |
| Champion                               | Club Atlético Peñarol (35e titre)       |
| Qualifications continentales           |                                         |
| Copa Libertadores 1983                 | Club Atlético Peñarol (tenant du titre) |
| Copa Libertadores 1983                 | Club Nacional de Football               |
| Copa Libertadores 1983                 | Montevideo Wanderers                    |
| Promotions et relégations              |                                         |
| Promus en Primera División             | Aucun                                   |
| Relégués en Primera B                  | Liverpool Fútbol Club                   |